# Abqayq
Abqayq o Buqayq fou un dels primers camps de petroli trobats a l'Aràbia Saudita, a la província d'Al-Hassà. El seu territori era poblat per beduïns que anomenaven a la vila principal Aba l-Kidan (Lloc de camells mascles joves). El nom deriva del d'unes fonts a 24 km al nord de la vila d'Abqayq.
La California Arabian Standard Oil Company (després American Oil Company) per mitjà del geòleg Max Steineke, va descobrir petroli a la zona. El 1952 hi havia 15.000 habitants amb 1.310 americans. El camp mesura 51 km de llarg i 8 d'ample i per un temps fou el camp més productiu del món. El 1951 produïa 600.000 barrils de 150 litres és a dir 90.000 tones, extretes de 91 pous.
El 2019 fou atacat amb drons pels rebels huthis del Iemen, contra els què combatia l'Aràbia Saudita en la Guerra Civil iemenita.